# Engelbert Koenig
Engelbert Koenig in alcune fonti citato come Henglebert Koenig, detto Buby (Vienna, 8 ottobre 1919 – San José, 23 novembre 1997) è stato un calciatore austriaco, di ruolo attaccante.
Suo padre e omonimo, Engelbert König, fu allenatore del Milan tra il 1928 e il 1931, mentre suo nonno, Eduard König, fu il fondatore dello SV Schwechat, club di calcio austriaco.

## Carriera

### Club

Una formazione della Lazio 1945-1946: Buby Koenig è in piedi, quarto da sinistra.

Formatosi nello First Vienna, si trasferì in Italia nel 1941, per giocare nella Fiorentina, dove esordì in Serie A il 20 aprile nell'incontro casalingo vinto dai viola 3 a 0 contro il Bologna.
La stagione successiva scende in Serie C per giocare con il Catania, dove rimane una sola stagione, giocando 23 gare e realizzando 18 reti.
Torna in A per giocare nella Lazio, dove gioca sino al 1947. Con il club della capitale ottiene il terzo posto come miglior cannoniere del gruppo centro e Sud Italia nella stagione 1945-1946, con 11 reti, tra cui una tripletta alla Fiorentina il 18 novembre 1945 ed il gol della vittoria nel derby capitolino del 24 marzo 1946.
Durante la sua permanenza alla Lazio ha realizzato 4 gol alla Roma, tutte vittorie dei biancocelesti: 3-1 nel '42, 2-0 nel '45, dove fu autore di una doppietta ed 1-0 nel '46).
Nel 1947 è tra le file della Sampdoria venendo acquistato per tre milioni di lire, dove rimane un solo anno poiché viene ingaggiato dai rivali cittadini, il Genoa nell'estate del 1948.
È da rilevare che Koenig è stato il primo giocatore a trasferirsi direttamente da una compagine genovese all'altra.
Con i rossoblu rimane due stagioni, venendo ricordato soprattutto per il gol vittoria nel match contro il Milan il 23 aprile 1950.
Termina la carriera tra le file del Messina, in Serie B.
Ha complessivamente totalizzato 109 presenze e 36 reti nella Serie A a girone unico con le maglie di Fiorentina, Lazio, Sampdoria e Genoa.

### Rappresentativa romana
Durante la sua permanenza a Roma, il 4 febbraio 1945, fu schierato nella rappresentativa romana contro una selezione della British Army in un incontro amichevole terminato tre a uno per i romani, nel quale segnò due reti.

## Attività extra-calcistiche
Nel 1948 compare, insieme ad altri calciatori, nel film 11 uomini e un pallone, diretto da Giorgio Simonelli, nella parte di se stesso.

## Palmarès
- Campionato romano di guerra: 1

Lazio: 1943-1944